# Municipio de Redpath
El municipio de Redpath (en inglés: Redpath Township) es un municipio ubicado en el condado de Traverse en el estado estadounidense de Minnesota. En el año 2010 tenía una población de 48 habitantes y una densidad poblacional de 0,48 personas por km².

## Geografía
El municipio de Redpath se encuentra ubicado en las coordenadas 45°53′26″N 96°19′13″O / 45.89056, -96.32028. Según la Oficina del Censo de los Estados Unidos, el municipio tiene una superficie total de 100.81 km², de la cual 100,81 km² corresponden a tierra firme y (0 %) 0 km² es agua.

## Demografía
Según el censo de 2010, había 48 personas residiendo en el municipio de Redpath. La densidad de población era de 0,48 hab./km². De los 48 habitantes, el municipio de Redpath estaba compuesto por el 100 % blancos. Del total de la población el 0 % eran hispanos o latinos de cualquier raza.